# Jakob Guiollett

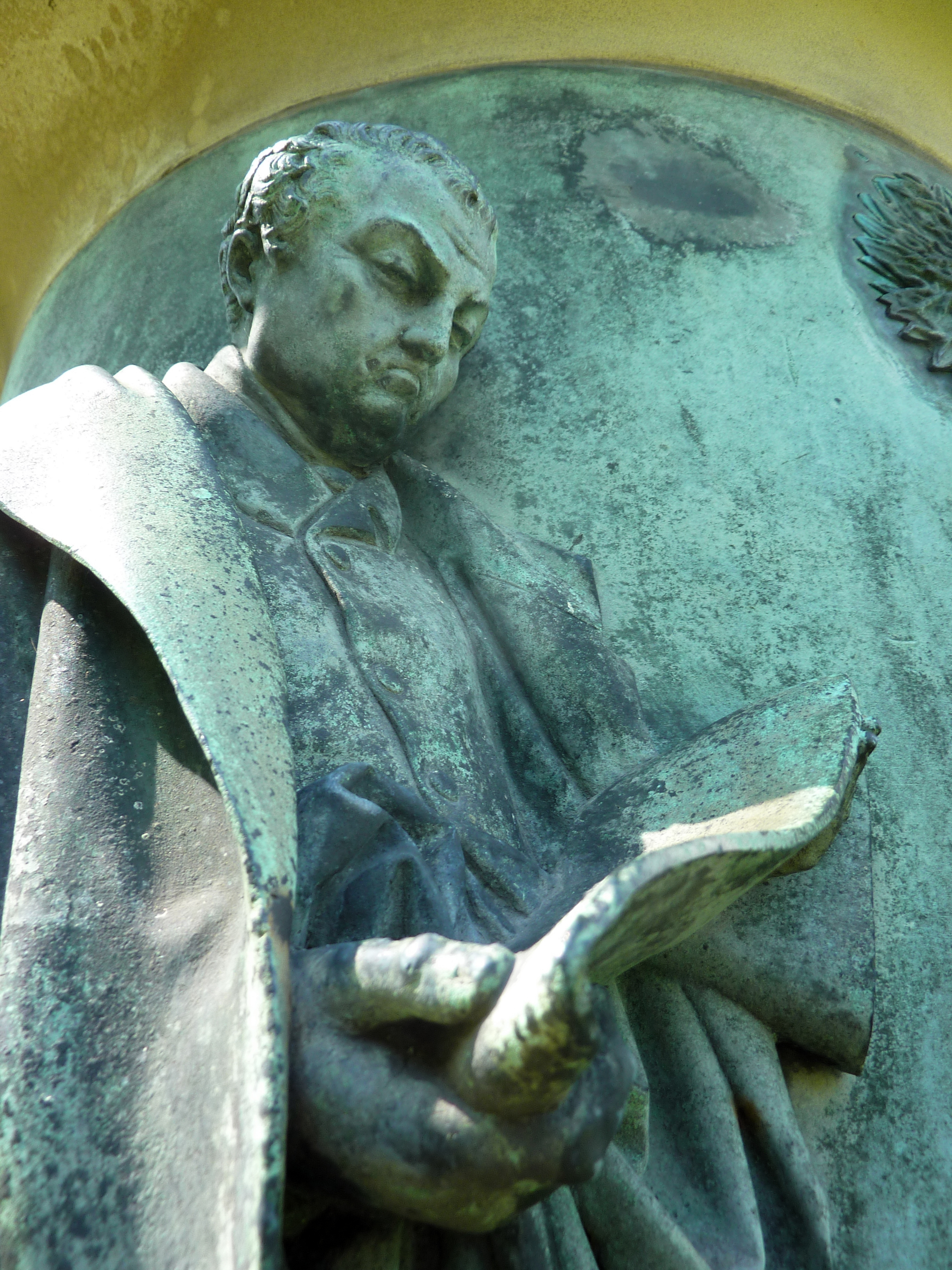
Porträt Guiolletts am Frankfurter Denkmal

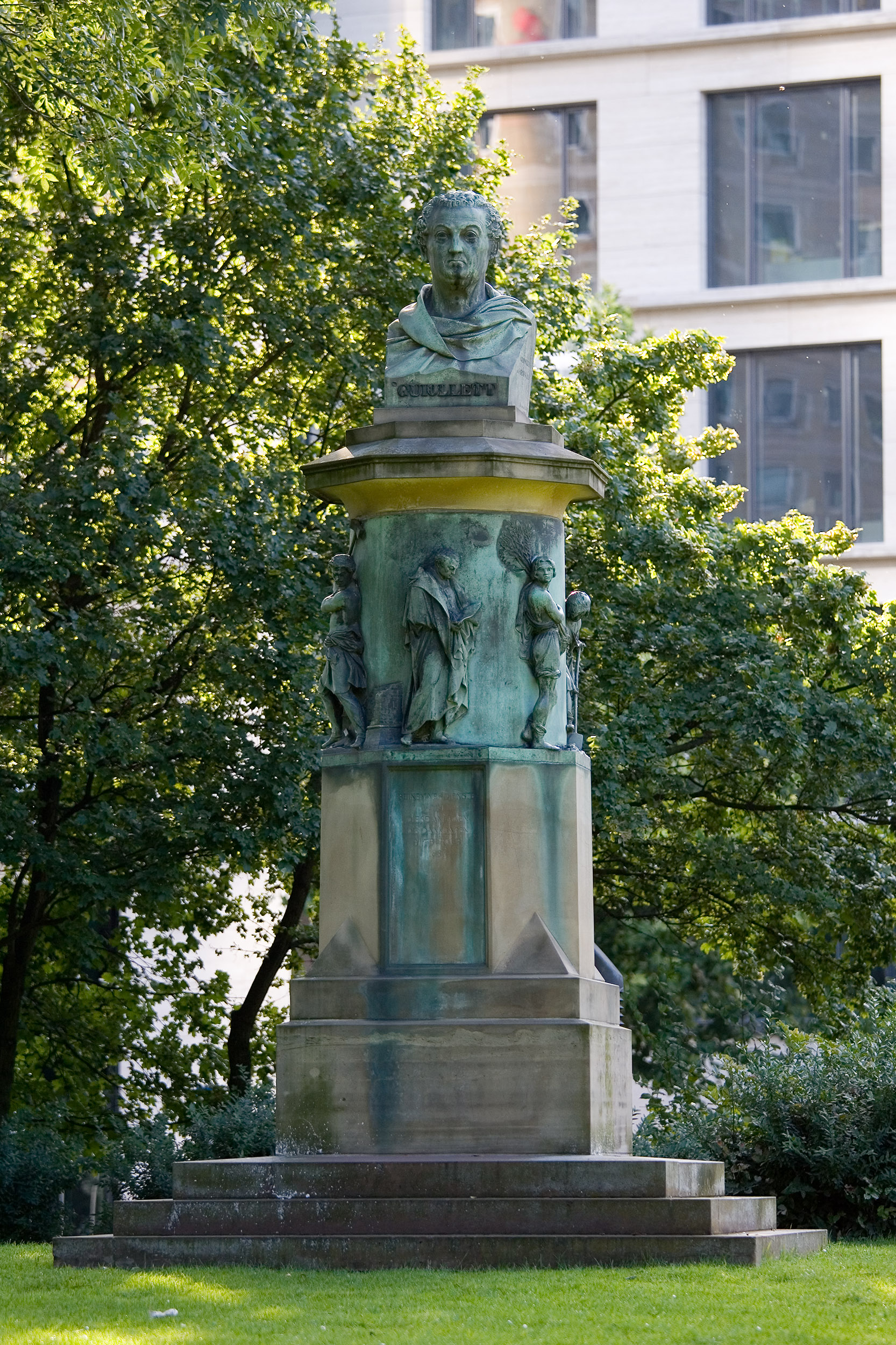
Denkmal Guiolletts in der Taunusanlage

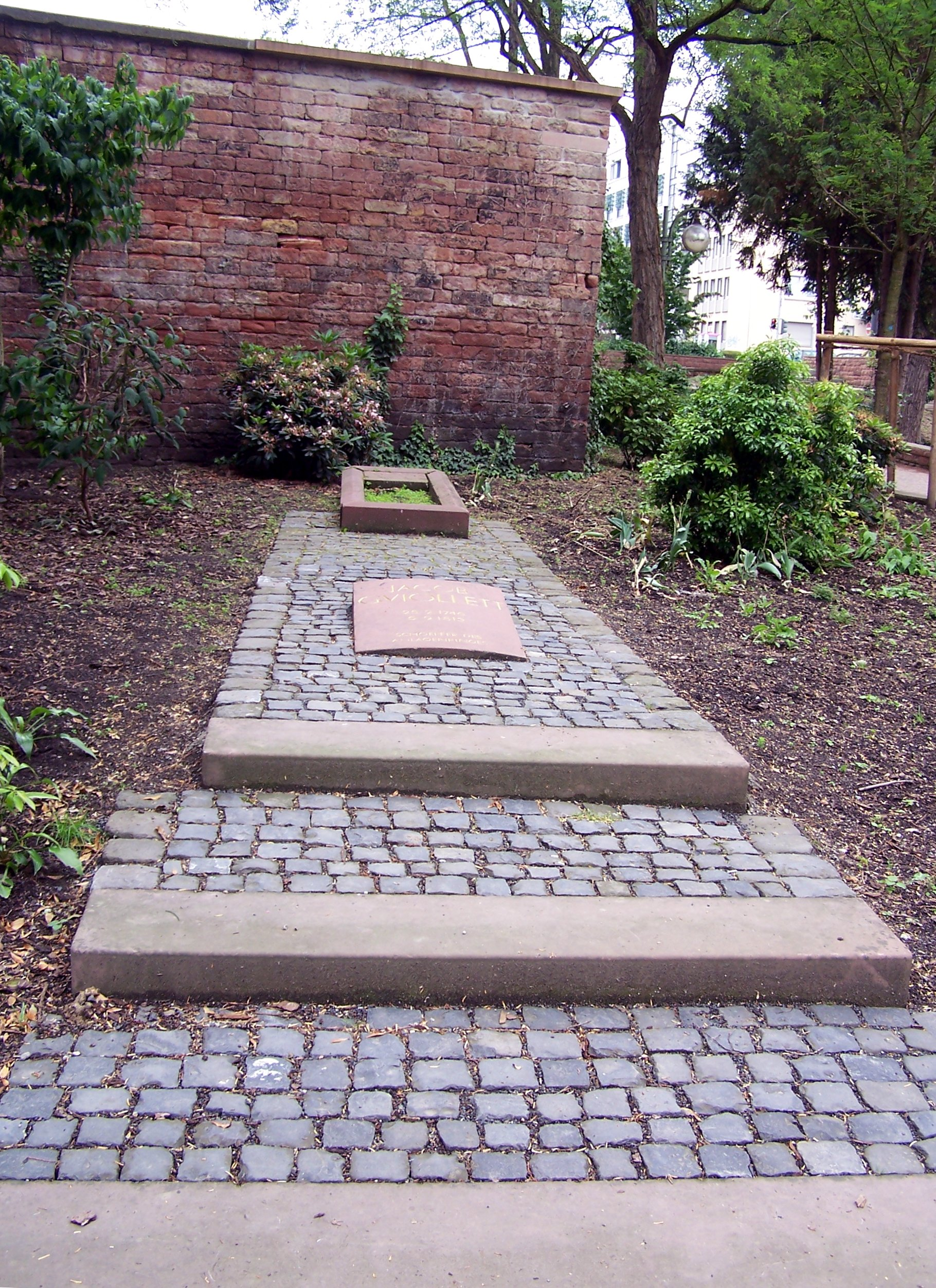
Guiolletts Grab in der Obermainanlage

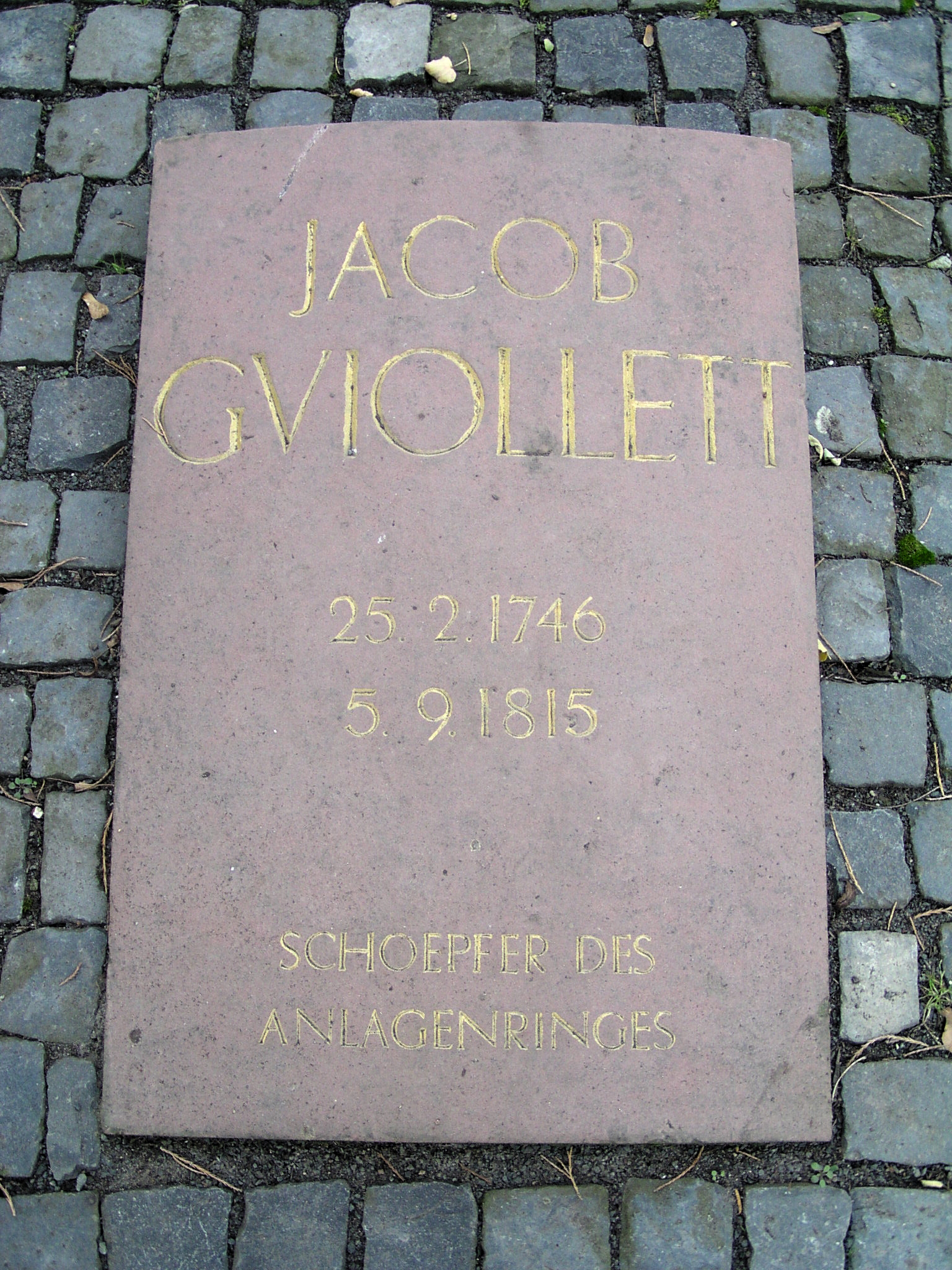
Der Grabstein Jakob Guiolletts

Jakob Guiollett (* 25. Februar 1746 in Aschaffenburg; † 5. September 1815 in Frankfurt am Main) war ein deutscher Beamter und Politiker in der Epoche Carl Theodor von Dalbergs. Er initiierte die Schaffung der Frankfurter Wallanlagen und war deren Baumeister.

## Leben und Werk
Guiollett trat 1778 als Bau- und Verwaltungsfachmann in den Dienst der Grafen von Ingelheim. 1786 ernannte ihn der kurmainzische Erzbischof Friedrich Karl Joseph von Erthal zum Kameralassessor und Hofkammerrat im Ober- und Hofmarschallamt, 1791 zum Wirklichen Mitglied des Hofkammerrates. Als die Französische Armee Mainz besetzte, folgte er dem letzten Erzbischof Carl Theodor von Dalberg zunächst ins Exil nach Aschaffenburg und später, nach der Auflösung des Erzbistums, nach Regensburg.
Dalberg ernannte ihn zum Baudirektor und beauftragte ihn mit der Entfestigung Regensburgs. 1806 entsandte er ihn als Reisekommissar nach Frankfurt am Main, um die Reichsstadt für den zum Fürstprimas ernannten Dalberg in Besitz zu nehmen und das Palais Thurn und Taxis als Residenz des Fürsten herzurichten.
Eine wichtige Aufgabe war die 1802 beschlossene, aber nur halbherzig begonnene Schleifung der aus dem Mittelalter stammenden Frankfurter Stadtbefestigung. Solange die militärisch wertlos gewordenen Festungswerke noch bestanden, riskierte die Stadt bei jeder Belagerung eine Beschießung mit erheblichen Schäden, wie beispielsweise im Sommer 1796. Guiollett verfasste eine Denkschrift Bemerkung über die Schleifung hiesiger Festungswerke, die am 5. November 1806 erschien. Darin schlug er vor, den Frankfurter Festungsgürtel zu demolieren und anstelle der Bollwerke eine Promenade und einen englischen Landschaftsgarten neu anzulegen, der heute als Wallanlagen bekannt ist. Am 5. Januar 1807 ernannte ihn der Fürstprimas zum Fürstlichen Commissarius bei dem fortzusetzenden hiesigen Festungsbau-Demolitions-Geschäfte. Guiollett zog den Aschaffenburger Schlossgärtner Sebastian Rinz für die Planung der Arbeiten heran. In den folgenden Jahren entstanden nacheinander die Bockenheimer Anlage (1806), Eschenheimer Anlage (1807), Friedberger Anlage (1808/1809) sowie die Taunusanlage und die Gallusanlage (1810). Besonders aufwendig war die Demolierung des Mainzer Bollwerks, einer unmittelbar am Mainufer gelegenen Zitadelle. Auf dem Gelände entstanden 1811 die Untermainanlage und die Neue Mainzer Straße. 1812 schloss er die Arbeiten mit der Obermainanlage ab. Sämtliche Befestigungsanlagen bis auf den Sachsenhäuser Kuhhirtenturm und den Eschenheimer Turm wurden niedergelegt. Katharina Elisabeth Goethe schrieb 1808 begeistert an ihren Sohn: „Die alten Wälle sind abgetragen, die alten Tore eingerißen, um die gantze Stadt ein Parck, man glaubt, es sey Feerrey.“
1809 ernannte Dalberg den Kommissar zum Senator. In dieser Zeit wurden die Weichen für die Umgestaltung des mittelalterlichen Frankfurt gestellt. Eine neue, von dem Stadtbaumeister Johann Georg Christian Hess erlassene Bauordnung, schrieb den Klassizismus als Baustil verbindlich vor. In den folgenden Jahrzehnten entstanden vor allem in den Neubaugebieten entlang des Frankfurter Anlagenrings und außerhalb der ehemaligen Stadtmauern zahlreiche klassizistische Neubauten.
1810 wurde Dalberg Großherzog von Frankfurt. 1811 ernannte er Guiollett zum Präfekturrat für das großherzogliche Departement Frankfurt und zum Maire von Frankfurt.
1813 verwüsteten die französischen Truppen auf ihrem Rückzug nach der verlorenen Völkerschlacht von Leipzig die gerade erst angelegten Wallanlagen. Guiollett ließ die Anlagen durch Stadtgärtner Rinz umgehend wiederherstellen. Mit dem Ende des Großherzogtums und der Wiedereinsetzung der alten Frankfurter Ratsverfassung entfielen auch seine Ämter.
Er starb kurz nach der Wiederherstellung der Freien Stadt Frankfurt. Die dankbaren Bürger Frankfurts gewährten ihm das Privileg einer Bestattung im von ihm geschaffenen Anlagenring; sein Grab befindet sich am Rechneigrabenweiher in der Obermainanlage. 1837 schuf Eduard Schmidt von der Launitz das Guiollett-Denkmal in der Taunusanlage. An ihn erinnert zudem die Guiollettstraße im südlichen Westend.